# Marlon Mejía
Marlon Mauricio Mejía Díaz (Guayaquil, Ecuador; 21 de septiembre de 1994) es un futbolista ecuatoriano. Juega de defensa y su equipo actual es Guayaquil City de la Serie B de Ecuador.

## Trayectoria

### Club Sport Emelec
Jugó en el Club Sport Emelec en las divisiones inferiores y reservas, hasta llegar al primer equipo. En 2016 fue cedido la primera parte de la temporada al Rocafuerte Futbol Club de Segunda Categoría para ganar experiencia, jugó todo el torneo provincial de Segunda Categoría del Guayas con el equipo cementero. Ese mismo año retornó a Emelec, debutando en primera el 4 de diciembre.
Durante las siguientes temporadas se afianzó en el equipo titular, colaborando en el equipo campeón de la temporada 2017, debutó internacionalmente en la Copa Libertadores de ese año en el partido contra el Club Atlético San Lorenzo de Argentina, en la ida de los octavos de final el 6 de julio, también jugó el encuentro de revancha donde Emelec ganó por 1-0. Con el equipo eléctrico ha acumulado en total cuatro títulos nacionales. 

### Orense
El 12 de enero de 2023 fue anunciado por Orense Sporting Club, por una temporada. Dejó el club en junio.

### Guayaquil City
En julio de 2023 se unió al Guayaquil City en condición de jugador libre.

## Selección nacional

### Categorías inferiores
Ha sido parte de las categorías inferiores de la selección de Ecuador. Disputó la Copa Mundial de Fútbol Sub-17 de 2011 en México, en la que clasificó hasta octavos de final.

#### Participaciones en Sudamericanos
| Campeonato                  | Sede      | Resultado    | Partidos | Goles |
| --------------------------- | --------- | ------------ | -------- | ----- |
| Sudamericano Sub-17 de 2011 | Ecuador   | Cuarto lugar | 6        | 0     |
| Sudamericano Sub-20 de 2013 | Argentina | Sexto lugar  | 4        | 0     |

#### Participaciones en Copas del Mundo
| Campeonato                  | Sede   | Resultado        | Partidos | Goles |
| --------------------------- | ------ | ---------------- | -------- | ----- |
| Copa Mundial Sub-17 de 2011 | México | Octavos de final | 3        | 0     |

### Selección absoluta
Antes de debutar en primera ya fue una vez convocado a la selección mayor de Ecuador. En febrero de 2012 el técnico Reinaldo Rueda lo convocó para un partido amistoso. Su debut se dio el 27 de octubre de 2021, convocado por Gustavo Alfaro, jugó de titular el amistoso ante México en Estados Unidos.

### Partidos internacionales
Actualizado al último partido disputado el 24 de marzo de 2022.
| \| N.° \| Fecha \| Ciudad \| Oponente \| Resultado \| Resultado \| Competencia \| \| --- \| --------------------- \| --------- \| -------- \| --------- \| --------- \| ----------- \| \| 1. \| 27 de octubre de 2021 \| Charlotte \| México \| 3–2 \| Victoria \| Amistoso \| |                       |           |          |           |           |             |
| N.° | Fecha                 | Ciudad    | Oponente | Resultado | Resultado | Competencia |
| 1. | 27 de octubre de 2021 | Charlotte | México   | 3–2       | Victoria  | Amistoso    |

## Estadísticas

### Clubes
Actualizado al último partido disputado el 29 de octubre de 2024.
| Club                       | Div.          | Temporada     | Liga  | Liga  | Copas nacionales | Copas nacionales | Copas internacionales | Copas internacionales | Total | Total |
| Club                       | Div.          | Temporada     | Part. | Goles | Part.            | Goles            | Part.                 | Goles                 | Part. | Goles |
| -------------------------- | ------------- | ------------- | ----- | ----- | ---------------- | ---------------- | --------------------- | --------------------- | ----- | ----- |
| Rocafuerte F. C. · Ecuador | 3.ª           | 2016          | 12    | 1     | Inexistentes     | Inexistentes     | Inexistentes          | Inexistentes          | 12    | 1     |
| Rocafuerte F. C. · Ecuador | Total club    | Total club    | 12    | 1     | 0                | 0                | 0                     | 0                     | 12    | 1     |
| Emelec · Ecuador           | 1.ª           | 2016          | 2     | 0     | Inexistentes     | Inexistentes     | —                     | —                     | 2     | 0     |
| Emelec · Ecuador           | 1.ª           | 2017          | 17    | 0     | Inexistentes     | Inexistentes     | 2                     | 0                     | 19    | 0     |
| Emelec · Ecuador           | 1.ª           | 2018          | 35    | 0     | Inexistentes     | Inexistentes     | 5                     | 0                     | 40    | 0     |
| Emelec · Ecuador           | 1.ª           | 2019          | 12    | 1     | 4                | 1                | 5                     | 0                     | 21    | 2     |
| Emelec · Ecuador           | 1.ª           | 2020          | 19    | 1     | —                | —                | 4                     | 0                     | 23    | 1     |
| Emelec · Ecuador           | 1.ª           | 2021          | 17    | 0     | 1                | 0                | 5                     | 0                     | 23    | 0     |
| Emelec · Ecuador           | 1.ª           | 2022          | 13    | 1     | 2                | 0                | 2                     | 0                     | 17    | 1     |
| Emelec · Ecuador           | Total club    | Total club    | 115   | 3     | 7                | 1                | 23                    | 0                     | 145   | 4     |
| Orense · Ecuador           | 1.ª           | 2023          | 6     | 0     | 0                | 0                | —                     | —                     | 6     | 0     |
| Orense · Ecuador           | Total club    | Total club    | 6     | 0     | 0                | 0                | 0                     | 0                     | 6     | 0     |
| Guayaquil City · Ecuador   | 1.ª           | 2023          | 6     | 0     | 0                | 0                | —                     | —                     | 6     | 0     |
| Guayaquil City · Ecuador   | 2.ª           | 2024          | 31    | 1     | 3                | 0                | —                     | —                     | 34    | 1     |
| Guayaquil City · Ecuador   | Total club    | Total club    | 37    | 1     | 3                | 0                | 0                     | 0                     | 40    | 1     |
| Total carrera              | Total carrera | Total carrera | 170   | 5     | 10               | 1                | 23                    | 0                     | 203   | 6     |
| 1. 2.                      |               |               |       |       |                  |                  |                       |                       |       |       |

## Palmarés

### Campeonatos nacionales
| Título             | Club   | Año  |
| ------------------ | ------ | ---- |
| Serie A de Ecuador | Emelec | 2013 |
| Serie A de Ecuador | Emelec | 2014 |
| Serie A de Ecuador | Emelec | 2015 |
| Serie A de Ecuador | Emelec | 2017 |